# Sparrmannia obscura
Sparrmannia obscura är en skalbaggsart som beskrevs av Evans 1989. Sparrmannia obscura ingår i släktet Sparrmannia och familjen Melolonthidae. Inga underarter finns listade i Catalogue of Life.